# 伊斯基亚岛
伊斯基亚岛（義大利語：Isola d'Ischia）是第勒尼安海中的一个火山岛，距离意大利南部城市那不勒斯约为30公里。岛屿的形状大致呈梯形，东西长约10公里，南北约7公里，海岸线总长约34公里，面积46.3平方公里。该岛几乎全部为山地，最高点为埃波梅奥火山，海拔788米，在古代曾经活跃。该岛人口约有6万。
岛上的经济以旅游业为主，吸引欧洲（特别是德国）和亚洲游客来此进行温泉和火山灰泥疗养。在该岛除了意大利语以外，德语和英语是第二大语言，这是因为每年有许多说这两种语言的游客来此游览。

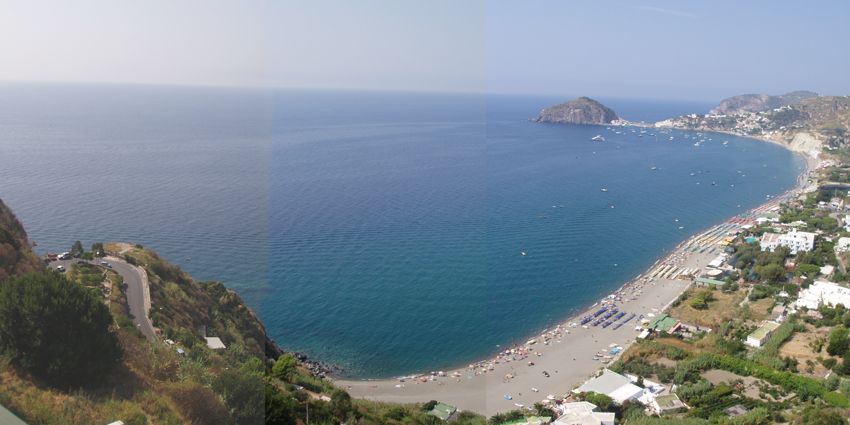
伊斯基亚海滩
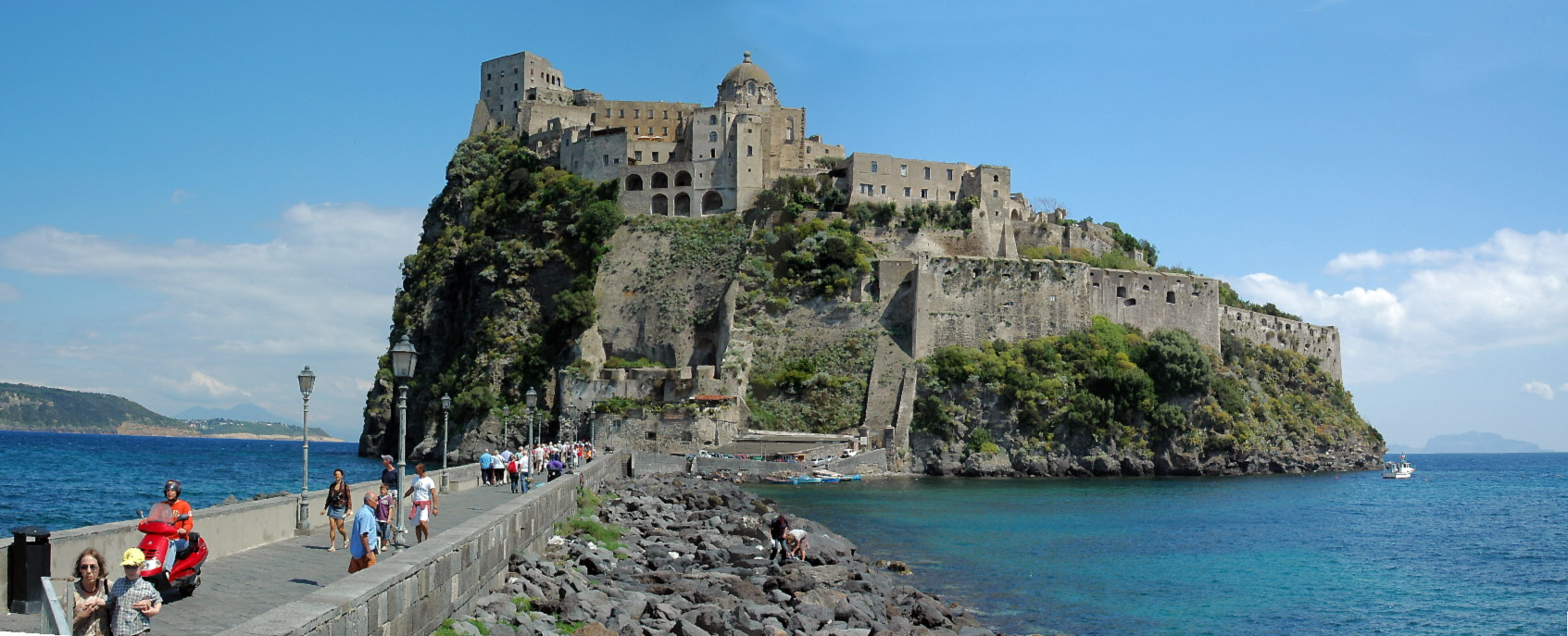
阿拉贡城堡

## 延展阅读
- Richard Stillwell, ed. Princeton Encyclopedia of Classical Sites, 1976:（页面存档备份，存于） ""Aenaria (Ischia), Italy".
- Ridgway, D. "The First Western Greeks" Cambridge University Press, 1993. ISBN 0521421640